# Confédération générale des SCOP
 (novembre 2021).
Si vous disposez d'ouvrages ou d'articles de référence ou si vous connaissez des sites web de qualité traitant du thème abordé ici, merci de compléter l'article en donnant les références utiles à sa vérifiabilité et en les liant à la section « Notes et références ».
La confédération générale des SCOP, anciennement Chambre consultative des associations ouvrières de production, est le réseau des Sociétés coopératives et participatives (SCOP), des Sociétés coopératives d'intérêt collectif (SCIC) et des Coopératives d'activité et d'emploi (CAE) en France.

## Historique

### Antécédent
En 1869, la Commission consultative est fondée par Augustin Verdure et certains disciples de Pierre-Joseph Proudhon avec des alteristes dirigeants de plusieurs associations ouvrières, à la suite de la Société du crédit au travail ((1863-1869), créer par Jean-Pierre Béluze, qui joue un rôle de propagande, d'information et de consultation des coopératives de production et de consommation.

### 1884 Chambre consultative des associations ouvrières de production
La Chambre consultative des associations ouvrières de production est fondée en 1884.

### 1937 Confédération générale Scop
Elle devient la Confédération générale Scop en 1937. Elle est l'instance de représentation nationale auprès des acteurs politiques, économiques et sociaux.

## Organisation
La confédération générale des SCOP exerce son activité sur l'ensemble du territoire Français. Elle est appuyée par un réseau est d'Unions régionales et de fédérations de métiers.

### Unions régionales (URSCOP)
Neuf unions régionales sont présentes dans les territoires suivants : 
- Auvergne Rhône-Alpes
- Bourgogne Franche-Comté
- Grand Est
- Hauts-de-France
- Ile-de-France / Centre-Val de Loire / Outre-Mer
- Nouvelle Aquitaine
- Occitanie
- Ouest
- Provence-alpes-côte d'azur/ Corse

### Fédérations de métiers
Quatre fédérations professionnelles existent dans le secteur du BTP,, de la communication, de l'industrie et des coopératives d'activité et d'emploi.

Logo de la fédération des SCOP de la communication.
Logo de la fédération des SCOP du BTP.
Logo de la fédération des SCOP de l'industrie.

## Activités
La CG Scop anime, coordonne et appuie le réseau dans tous les domaines : juridique (création, reprise et transformation d’entreprise), financier, lobbying, innovation, communication.
- accueil et suivi personnalisé des projets ;
- accès à des solutions de financements adaptées ;
- formation des salariés et des dirigeants ;
- représentation auprès des instances régionales, nationales et européennes.

## Gouvernance
La direction politique du Mouvement est assurée par la Direction nationale, dont le Bureau est animé par le président de la Confédération générale des Scop. Le congrès national permet aux coopératrices et coopérateurs de définir tous les quatre ans leur programme d'action et désigner leurs élus nationaux.
L'adhésion à la CG Scop n'est pas obligatoire pour les SCOP et les SCIC, mais la quasi-totalité d’entre elles sont membres du réseau.
Les Scop cotisent également à l'Union sociale, équivalent d'un comité d'entreprise collectif.
Depuis 2018, Fatima Bellaredj est la déléguée générale de la confédération générale des SCOP.

## Communication

### Partenaires
La CG Scop est membre du groupement national de la coopération, de la coopérative de production à l'échelon européen (CECOP) et partie prenante de plusieurs structures d'économie sociale, par exemple l'Institut de développement de l'économie sociale pour le financement en titres participatifs et du Conseil économique, social et environnemental.

### Identité visuelle